# 季語

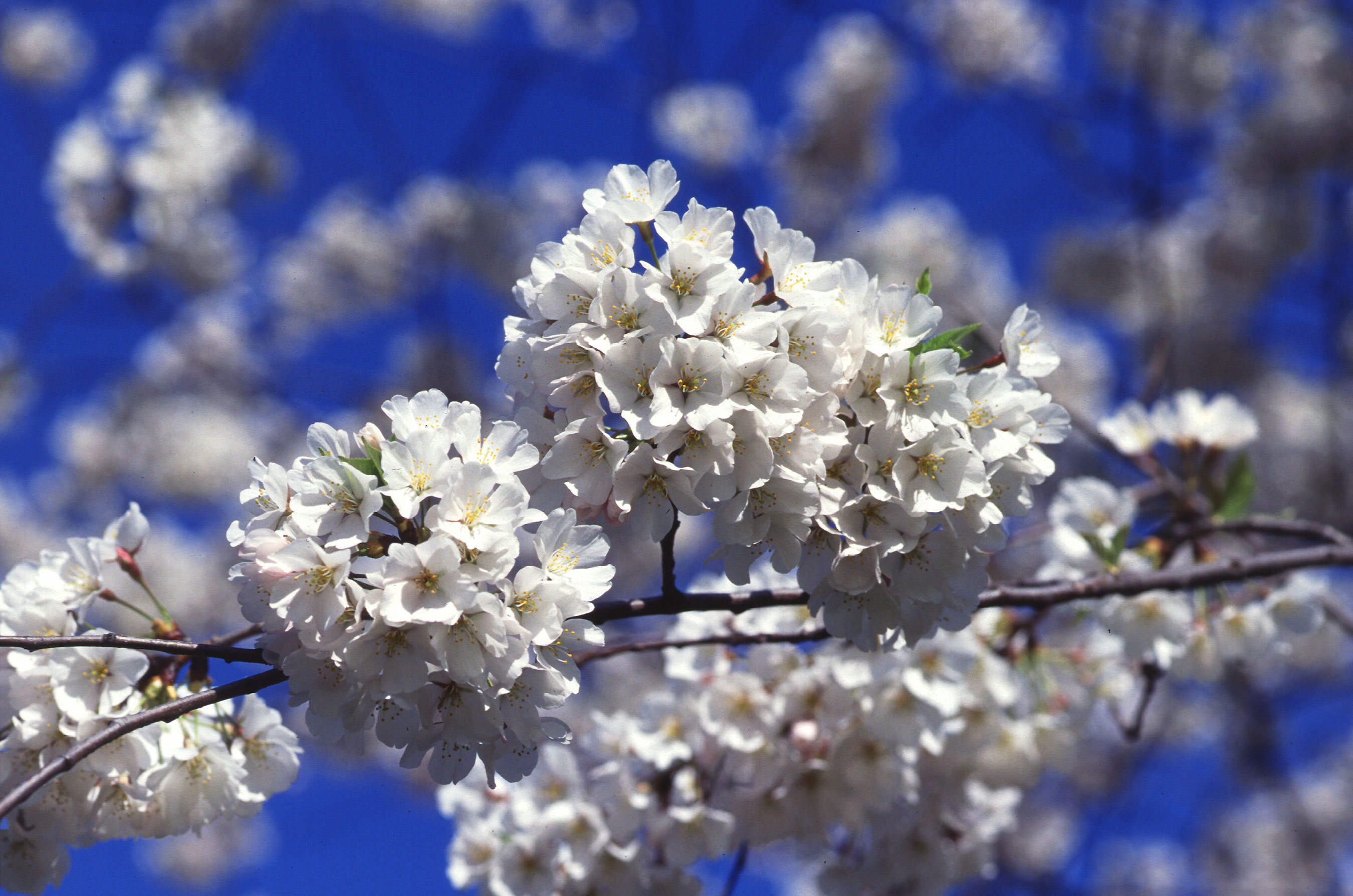
代表的な春の季語である「花」はもっぱら桜を指す。

季語（きご）とは、連歌、俳諧、俳句において用いられる特定の季節を表す言葉を言う。「雪」（冬）、「月」（秋）、「花」（春）などのもの。流派、結社によっては、題詠の題としたり、一句の主題となっている言葉を「季題」（きだい）と言い、単に季節を表すだけの「季語」と区別することもあるが、両者の境は曖昧であり互いを同義に用いることも多い（詳細は後述）。「季語」「季題」いずれも近代以降に成立した言い方であり、古くは「季の詞（きのことば）」「季の題」「四季の詞」あるいは単に「季（き）」「季節」などと呼ばれていた。以下では特に説明のない限り「季語」で統一して解説する。

## 歴史

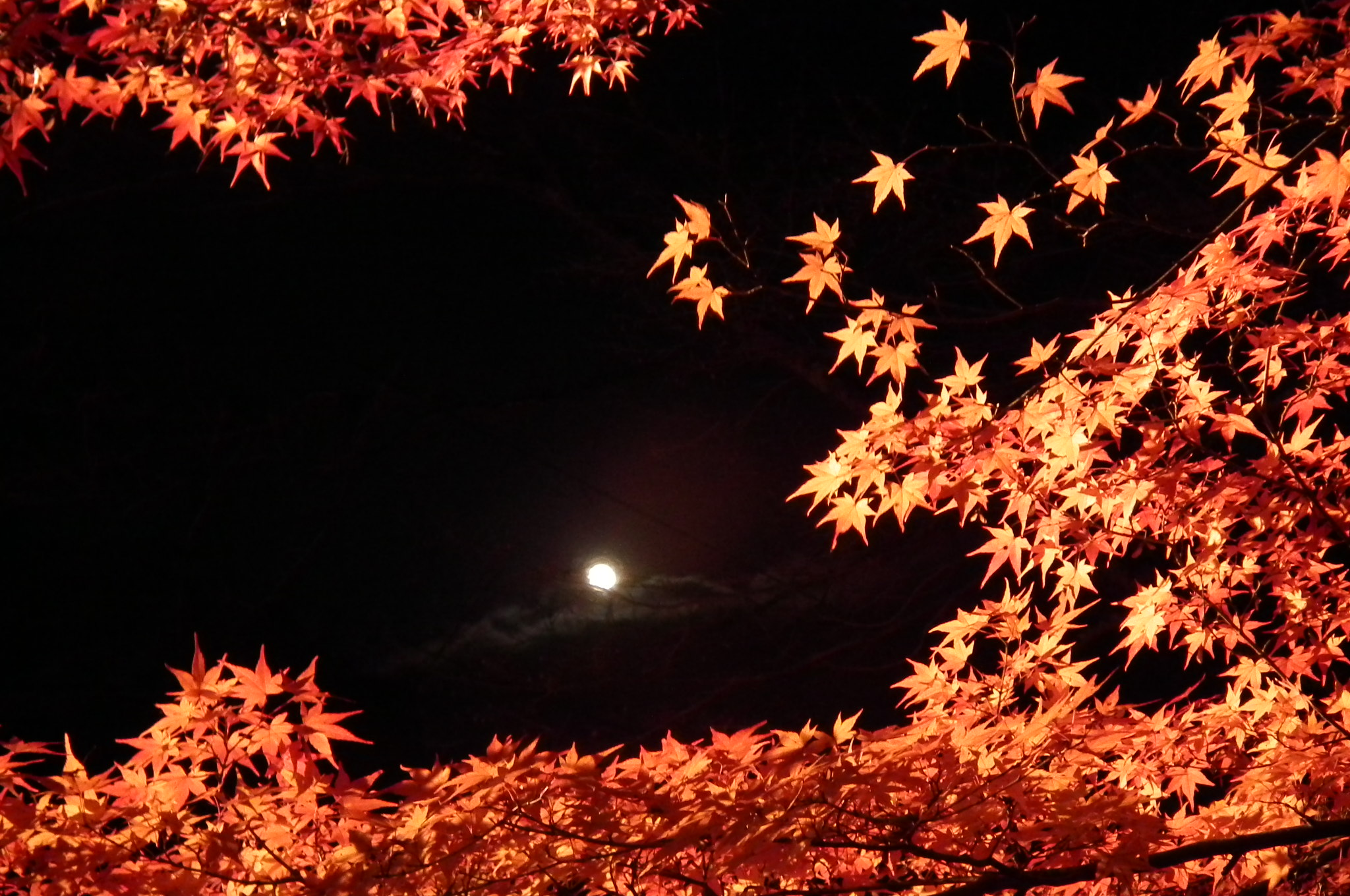
「紅葉」「月」はどちらも秋の季語。「花」「ほととぎす」「雪」とともに「五箇の景物」とされた

日本の詩歌において季節は古くから意識されており、『万葉集』の巻八と巻十、『古今和歌集』の最初の六巻はそれぞれ季節によって部立てがされている。季語が成立したのは平安時代後期であり、能因による『能因歌枕』では月別に分類された150の季語を見ることができる。五番目の勅撰和歌集『金葉和歌集』では、それまで季節が定められていなかった「月」が秋の景物と定められ、以後「花」（季語では桜のこと）（春）、「ほととぎす」（夏）、「紅葉」（秋）、「雪」（冬）とともに「五箇の景物」と言われ重要視された。
鎌倉時代に連歌が成立すると、複数の参加者の間で連想の範囲を限定する必要性から季語が必須のものとされた。発句（連歌の最初の五七五の句）は必ずそのときの季節に合わせて詠むべきものとされ、南北朝時代の『連理秘抄』（二条良基）では40ほど、室町時代の『連歌至宝抄』（里村紹巴、1627年）では270ほどの季語を集めている。また連歌の時代からは季語の本意・本情（ほんい、ほんじょう。和歌以来受け継がれてきた、その季語にまつわる伝統的な美意識のこと）が問われ盛んに議論されるようになった。
江戸時代に俳諧が成立すると、卑近な生活の素材などからも季語が集められて著しく増大した。俳諧の最古の季題集『はなひ草』（野々口立圃、1636年）には590、『山の井』（北村季吟、1648年）では1300、『俳諧歳時記』（曲亭馬琴、1803年）では2600の季語が集められている。芭蕉の正門俳諧では、漢詩、和歌以来の伝統的な季語を「竪題」（たてだい、縦題とも）、俳諧からの新しい季語を「横題」（よこだい）とも言い、松尾芭蕉は「季節（注：ここでは季語のこと）の一つも探り出したらんは、後世によき賜（たまもの）となり」（『去来抄』）として季語の発掘を推奨した。
明治時代に俳句の近代化を行った正岡子規は、十七字という俳句の短さに対して、季語によって起こる四季の連想が重要な役割を果たすと考えた（『俳諧大要』）。子規の考えを受け継いだ高濱虚子は、俳句の主題は四季を反映した自然（ならびにそれを反映した人事・生活）であるべきことを説き（花鳥諷詠）、無季俳句に対して厳しい態度を取ったが、昭和初期に起こった新興俳句運動は都会や戦争など社会的素材を扱い積極的に無季俳句を容認した。明治時代に西暦が導入されると、旧暦の季節感と西暦の季節感とのずれが生ずることになった。そのため正月の季語は「新年の季語」として別の扱いとされた。
さらに外地が拡大していくに従い、椰子や水牛などの各地の風物や年中行事が季語として取り入れられるようになり、北海道や沖縄県、台湾、また日系人の多いブラジルやハワイ州などで独自の歳時記が編纂されるようになった。
新しい季語は近代以降も、俳人が俳句に取り入れ、それが歳時記に採集されるという形で増え続けており、現代の歳時記ではおおむね5000を超える数の季語が収録されている。
ただし、現在は公式に季語を認定する機関は存在しない。

## 季語の種類
季語はその成り立ちによって三種類に分けることができる。まず一つは「事実の季語」で、雪は主に冬に降るから冬、梅の花は春に咲くから春、という風に自然界の事実にしたがって決められているものである。次に「指示の季語」があり、「春の雨」「夏の山」「秋風」というように、事物の上に季節を表す語がついて直接的に季節を示しているものである。最後に「約束の季語」があり、これは実際には複数の季節を通して見られるものであっても、伝統的な美意識に基づく約束事として季節が決まっているものである。先述の「月」（秋）や「蛙」（春）、「虫」（秋）、「火事」（冬）といったものがその例である。
現代の歳時記においては一般に、四季+新年の五季ごとに季語の内容から「時候」「天文」「地理」「生活」「行事」「動物」「植物」という分類がなされている。

## 季語と季題
前述のように「季語」と「季題」は同義に用いられることもあるが、歴史的には「季題」は古来の中国の詩人が題を用いて詩を詠んだ伝統から、和歌、連歌という風に受け継がれていった、時代の美意識を担う代表的な「季節の題目」であり、連歌においては発句（はじめの五七五の句）において重要視されたものであるのに対して、「季語」はそれらを含んで付け句（発句以下に付けられる句）にまで広く採集された「季の詞」であり、発句の季題が喚起した詩情を具体化する役割を担うものであった。このため「季題」という言い方をする場合には「季語」よりもその語を重要視しているという感じもあるが、両者をはっきり区別する確定的な考え方があるわけではない。例えば山本健吉は『最新俳句歳時記』において、季語を「五箇の景物」から「和歌の季題」「連歌の季題」「俳諧の季題」「俳句の季題」「季語」の六種類の層に分け、「五箇の景物」を頂点とするピラミッド型の分類を試みているが、しかし山本自身これらすべてを包括して「季語」という言い方もしていた。山下一海は、季語、季題の違いは使い方の違いであるため、あるひとつの語を季語か季題かというふうに分類はできないとしている。
いずれにしても「季題」「季語」という言い方は近代に作られたものであり、「季題」は1903年に新声会の森無黄が、「季語」は1908年に大須賀乙字がそれぞれはじめて用いたという。